# Международный аэропорт имени Михаила Когэлничану

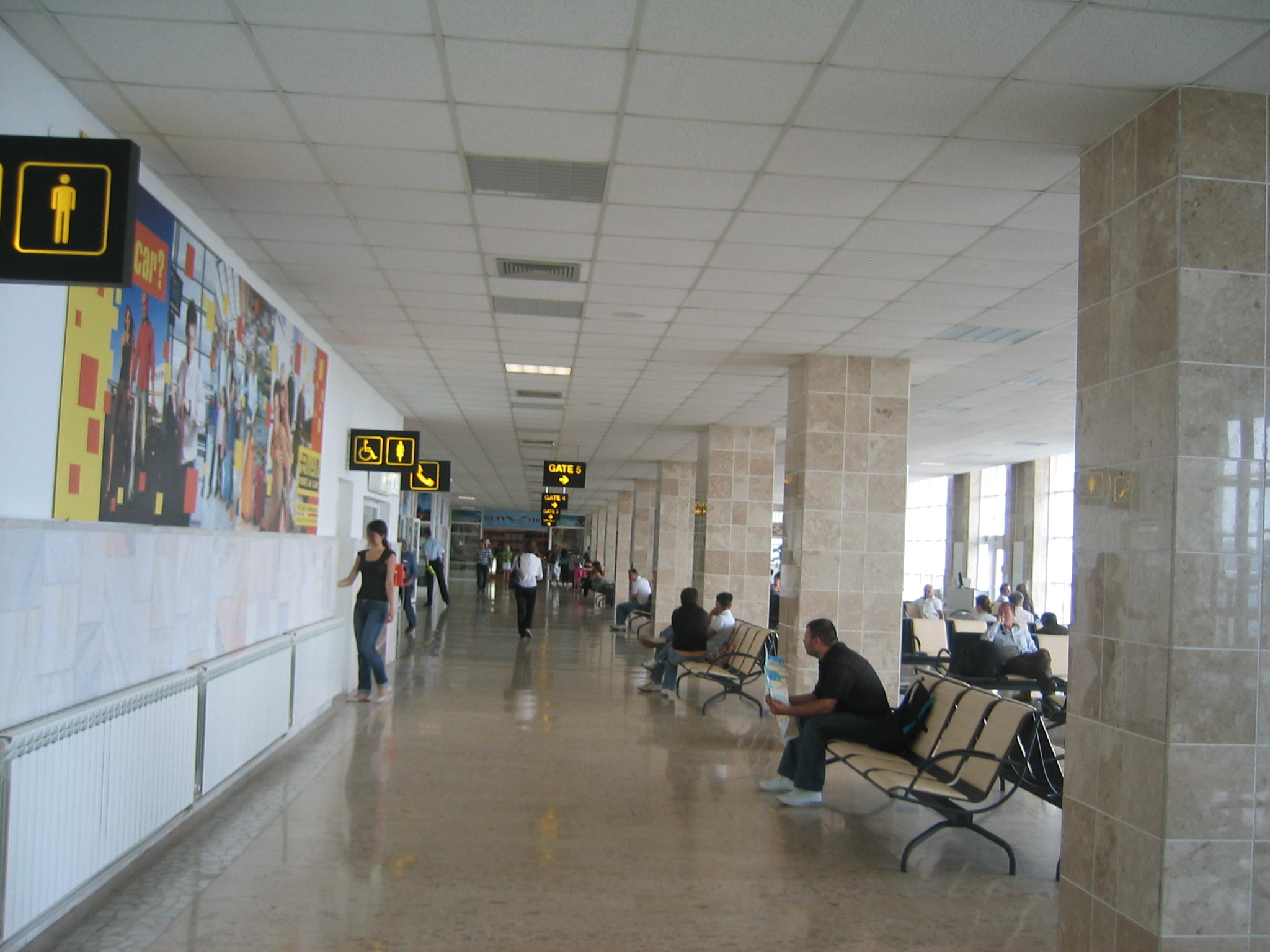
Терминал аэропорта

Международный аэропорт Констанца имени Михаила Когэлничану (рум. Aeroportul Internaţional Constanța Mihail Kogălniceanu; ИАТА: CND, ИКАО: LRCK) — международный аэропорт, расположенный на юго-востоке Румынии, в коммуне Михаил Когэлничану, в 26 км к северо-западу от Констанцы. Это главный аэропорт региона Северная Добруджа, обеспечивающий доступ к уезду Констанца, порту Констанца и курортам Черного моря. Аэропорт назван в честь Михаила Когэлничану, третьего премьер-министра Румынии.
В военном секторе аэропорта в настоящее время дислоцируется 57-я авиабаза ВВС Румынии. С 1999 года он также используется ВВС США.

## История
Аэропорт был построен в 1955 году и вначале использовался как военная авиабаза, для гражданских рейсов он открылся в мае 1960 года. Он заменил старый аэропорт Палас, основанный в 1932 году.
Пассажирский терминал пропускной способностью 200 пассажиров в час был открыт в 1962 году. В 1967 году терминал расширился до пропускной способности 300 пассажиров в час. В 1974 году в результате крупного расширения производительность увеличилась до 1000 человек в час.
Пик использования аэропорта составил 778 766 пассажиров в 1979 году, когда иностранный туризм на Румынской Ривьере был на пике. В 2017 году международный аэропорт имени Михаила Когэлничану обслужил 127 635 пассажиров. Это на 34,9% больше, чем в предыдущем году.

## Авиакомпании и направления
Следующие авиакомпании выполняют регулярные регулярные и чартерные рейсы в аэропорту Констанца:

## Пассажиропоток
Данные из запроса в Викиданные.
| Год  | Пассажиропоток | Изменения |
| ---- | -------------- | --------- |
| 2005 | 110,900        | -         |
| 2006 | 71,236         | ▼ 35.7%   |
| 2007 | 42,331         | ▼ 40.5%   |
| 2008 | 60,477         | ▲ 42.8%   |
| 2009 | 68,690         | ▲ 13.5%   |
| 2010 | 74,587         | ▲ 8.5%    |
| 2011 | 73,713         | ▼ 0.1%    |
| 2012 | 94,641         | ▲ 28.4%   |
| 2013 | 73,301         | ▼ 22.5%   |
| 2014 | 37,939         | ▼ 48.2%   |
| 2015 | 63,329         | ▲ 66.9%   |
| 2016 | 94,594         | ▲ 49.4%   |
| 2017 | 127,635        | ▲ 34.9%   |
| 2018 | 129,235        | ▲ 1.3%    |

## Военное использование

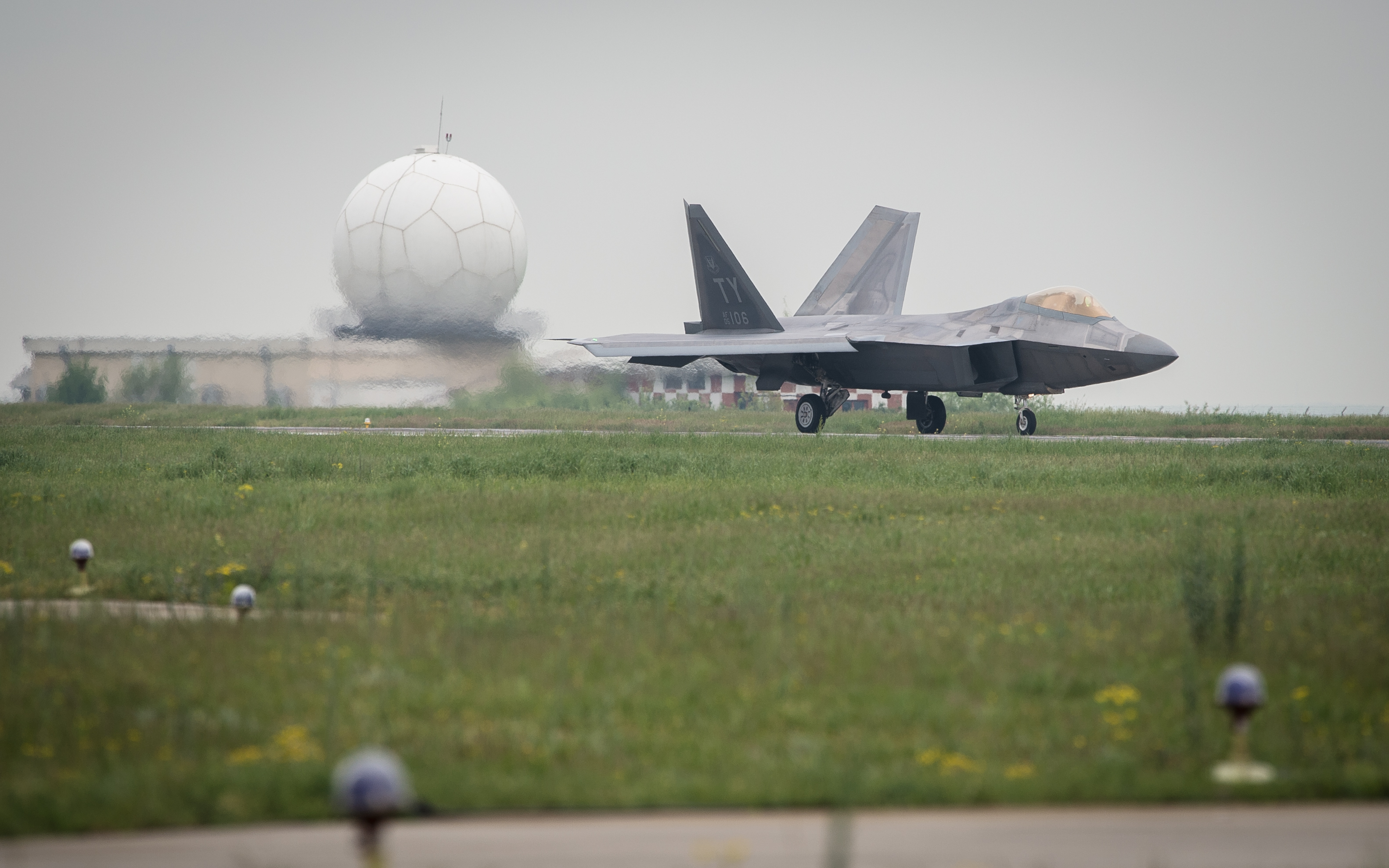
F-22A Raptor ВВС США на ВПП авиабазы.

В аэропорту дислоцируется 57-я авиабаза румынских ВВС, которая была единственным подразделением, эксплуатирующим истребители МиГ-29. База была расформирована в апреле 2004 года. Все 18 МиГ-29 остаются на открытом хранении в аэропорту. С 1999 года он используется вооруженными силами США.
В 2003 году он стал одним из четырех румынских военных объектов, которые использовались вооруженными силами США в качестве плацдарма для вторжения в Ирак, управляемых 458-й воздушной экспедиционной группой. Он должен был стать одной из основных оперативных баз Объединенной оперативной группы армии США «Восток», ротационной оперативной группы, первоначально представляемой 2-м кавалерийским полком США, который в конечном итоге должен был быть увеличен до размеров бригады. сила. Концепция JTF-E была сокращена до армейской оперативной группы «Восток», но база по-прежнему сохраняет важную роль, учитывая дополнительную нагрузку в связи с крымским кризисом 2014 года.
В течение первых трех месяцев вторжения США в Ирак в 2003 г. через аэропорт прошло 1300 грузовых и пассажирских самолётов в направлении Ирака, с помощью которых было переброшено 6200 человек личного состава и около 11 100 тонн амуниции.
По состоянию на октябрь 2009 года США потратили 48 миллионов долларов на модернизацию базы. Планировалось, что на базе первоначально будет размещено 1700 американских и румынских военнослужащих. С 2009 года в США действует постоянная передовая операционная площадка. Это в несколько раз больше, чем временная база, размещавшаяся на территории бывшей 57-й авиабазы. Новая база состоит из 78 зданий и использует землю бывшей базы 34-й румынской пехотной бригады.
В настоящее время здесь базируется 572-я вертолетная эскадрилья, в которой эксплуатируются IAR-330L, а также 861-я истребительная эскадрилья 86-й авиабазы, которая эксплуатирует МиГ-21 LanceR.
После закрытия Транзитного центра в Манасе в Кыргызстане военные Соединенных Штатов перенесли на базу операции по обработке данных для развертывания войск в Афганистане и других местах. За организованные на базе операции отвечают 21-е командование тылового обеспечения армии США и 780-я экспедиционная воздушная эскадрилья ВВС США.
15 августа 2018 г. четыре истребителя Eurofighter Typhoon Королевских ВВС Великобритании, базирующиеся там, были подняты в воздух для перехвата шести российских бомбардировщиков Су-24 над Черным морем в рамках миссии НАТО по расширенному воздушному патрулированию.
Предполагалось, что аэропорт был одной из тайных тюрем, вовлеченных в сеть «Чрезвычайных программ передачи подозреваемых под стражей» ЦРУ. Согласно данным Евроконтроля, это было место четырех посадок и двух остановок самолетов, идентифицированных как принадлежащие ЦРУ.
Европейские (но не американские) СМИ широко распространили сообщения о факсе, якобы перехваченном швейцарской разведкой и датированном 10 ноября 2005 г, который «был отправлен министром иностранных дел Египта Ахмедом Абу-ль-Гейтом своему послу в Лондоне. В нём сообщалось, что США содержали не менее 23 иракских и афганских пленных на военной базе под названием Михаил Когэлничану в Румынии, а также, что подобные тайные тюрьмы были найдены в Польше, Украине, Косово, Македонии и Болгарии.».
5 сентября 2020 года Королевские ВВС Канады начали трехмесячную миссию усиленного воздушного патрулирования НАТО с шестью истребителями CF-18 Hornet, которые ранее были отправлены на базу. В августе 2022 года, КВВВС Канады вернулись для проведения миссии.
На территории аэропорта базируется самолёт специального назначения ARTEMIS армии США, используемый для разведки в Восточной Европе.

## Наземный транспорт

### Автобус
Несколько городских автобусных маршрутов связывают аэропорт с железнодорожным вокзалом Констанцы. Есть также несколько частных автобусных маршрутов, курсирующих до центра Констанцы и до румынских черноморских курортов. Услуги трансфера не предоставляются.

### Такси
Всегда есть такси за пределами терминала аэропорта. Стоимость поездки в Констанцу составляет около 30 долларов США, что значительно выше, чем стоимость проезда на автобусе, которая может составлять всего 3 лея (1,50 доллара США).

### Автотранспорт
До аэропорта легко добраться на машине, он расположен в северо-западной части Констанцы, куда можно добраться по автомагистрали DN 2A/E60 Констанца-Харшова или A4 до Овидиу. До аэропорта также можно добраться с автомагистрали A2, выехав в сторону Чернаводэ по DN22C в сторону Меджидии, затем по уездной дороге DJ 222, проходящей через Куза-Водэ до коммуны Михаила Когэлничану, где расположен аэропорт.
В качестве альтернативы с шоссе A2 есть еще один съезд в сторону Медгидии по DJ381, а затем продолжайте движение по DJ222. Также доступен прокат автомобилей. Рядом с терминалом аэропорта есть бесплатная краткосрочная и долгосрочная парковка.

## Авиакатастрофы и происшествия
- 12 июня 2017 г. МиГ-21 LanceR ВВС Румынии разбился при заходе на посадку в 8 км от аэропорта имени Михаила Когэлничану. Пилот, хотя и был серьезно ранен, выжил, однако самолёт был списан[24].